# Saison 2024 de la NFL
Navigation
Édition précédente Édition suivante
La saison 2024 de la NFL est la 105e de l'histoire de la National Football League.
La saison régulière débute le jeudi 5 septembre 2024 lors de l'annuel Kickoff Game avec les champions sortants, les Chiefs de Kansas City et se termine le 5 janvier 2025.
La série éliminatoire commence le 11 janvier 2025 et se termine le 9 février 2025 avec le Super Bowl LIX disputé au Caesars Superdome de La Nouvelle-Orléans, dans l'État de la Louisiane.
Kansas City tentera de devenir la première franchise à remporter trois Super Bowls consécutifs.

## Free agency
La Free agency est programmée pour commencer le 13 mars 2024.

## Draft
La Draft 2024 de la NFL est programmée du 25 au 27 avril 2024 dans les environs du Campus Martius Park (en) et de la Hart Plaza à Détroit au Michigan. Chicago sera la première franchise à pouvoir sélectionner un joueur à la suite d'un échange avec Carolina qui avait le moins bon bilan de la saison 2023.

## Fins de carrière

### Joueurs mémorables retraités de la NFL
- Jason Kelce : centre ayant joué toute sa carrière (13 saisons) pour les Eagles de Philadelphie, sélectionné 7 x au Pro Bowl, 6 x first-All-Pro et vainqueur du Super Bowl LII[3] ;
- Matthew Slater : wide receiver ayant joué toute sa carrière (16 saisons) pour les Patriots, sélectionné 10 x au Pro Bowl, 8 x All-Pro (5 dans la 1re équipe et 3 dans la 2e) en tant que joueur des équipes spéciales et ayant remporté 3 Super Bowls (XLIX, LI, LIII) ;
- Fletcher Cox : defensive tackle ayant joué toute sa carrière (12 saisons) pour les Eagles de Philadelphie, sélectionné 6 x au Pro Bowl , 4 x All-Pro (1 dans la 1re équipe et 3 x dans la 2e) et vainqueur du Super Bowl LII ;
- Aaron Donald : defensive tackle ayant joué toute sa carrière (10 saisons) pour les St. Louis/Los Angeles Rams, sélectionné 10 x au Pro Bowl, 8 x dans la 1re équipe All-Pro, désigné 3 x meilleur joueur défensif de la saison (2017, 2018 et 2020), désigné meilleur rookie défensif de la saison 2014 et vainqueur du Super Bowl LVI ;
- Nick Foles : quarterback ayant joué pendant 11 saisons en NFL, pour les Eagles de Philadelphie, les Rams de St. Louis, les Chiefs de Kansas City, les Jaguars de Jacksonville, les Bears de Chicago et les Colts d'Indianapolis, sélectionne 1 x au Pro Bowl et vainqueur du Super Bowl LII dont il a été désigne MVP ;
- Chris Harris Jr. : cornerback, ayant joué pendant 12 saisons dans la NFL pour les Broncos de Denver, les Chargers de Los Angeles et les Saints de La Nouvelle-Orléans, sélectionné 4 x au Pro Bowl, 3 x désigné All-Pro (1 x dans la 1re équipe et 2 x dans la 2e) et vainqueur du Super Bowl 50 avec Denver ;
- Matt Ryan :quarterback ayant joué 15 saisons dans la NFL, pour les Falcons d'Atlanta et les Colts d'Indianapolis, sélectionné 4 x au Pro Bowl, 2 x dans  la 1re équipe All-Pro, désigné meilleur rookie offensif en 2008, meilleur joueur offensif en 2016 et MVP de la saison 2016.

### Autres joueurs
- Safety Jahleel Addae (en),8 saisons en NFL[4] ;
- Tight end Antony Auclair, 6 saisons en NFL, vainqueur du Super Bowl LV avec les Buccaneers de Tampa Bay[5] ;
- Quarterback Teddy Bridgewater, 10 saisons en NFL, 1 sélection au Pro Bowl (saison 2015)[6] ;
- Defensive tackle Damion Square (en), 9 saisons en NFL[4] ;
- Running back Rex Burkhead, 9 saisons en NFL, vainqueur du Super Bowl LIII avec les Patriots de la Nouvelle-Angleterre[7] ;
- Running back Mike Davis (en), 8 saisons en NFL[8] ;
- Centre James Ferentz, 10 saisons en NFL, vainqueur des Super Bowls 50 et Super Bowl LIII avec les Patriots de la Nouvelle-Angleterre[9] ;
- Centre Ryan Jensen, 11 saisons en NFL, vainqueur du Super Bowl LV avec les Buccaneers de Tampa Bay, 1 sélection au Pro Bowl (saison 2021)[10] ;
- Defensive end Chase Winovich, 5 saisons en NFL[11].

## Décès
- Larry Allen a joué pendant 14 saisons dans la NFL au poste d'offensive guard pour les Cowboys de Dallas (1994-2005) et les 49ers de San Francisco (2006-2007). Il remporte le Super Bowl XXX avec les Cowboys au terme de la saison 1995. Intronisé au Pro Football Hall of Fame en 2013, il est sélectionné à 11 reprises au Pro Bowl et désigné 7 x joueur All-Pro (6 dans la 1re équipe et 1 x dans la 2e). Il a été sélectionné dans l'équipe des décades 1990 et 2000 ainsi que dans l'équipe du 100e anniversaire de la NFL. Il meurt le 2 juin 2024 à l'âge de 52 ans[12] ;
- Jimmy E. Johnson a joué pendant 16 saisons dans la NFL au poste de cornerback pour les 49ers de San Francisco (1961-1976). Il est intronisé au Pro Football Hall of Fame en 1994. Sélectionné à 5 reprises pour le Pro Bowl, il est désigné 8 x joueur All-Pro (4 dans la 1re équipe et 4 x dans la 2e). Il remporte le George Halas Award (en) en 1972 et meurt le 9 mai 2024 à l'âge de 86 ans[13] ;
- Jim Otto (en) a joué pendant 15 saisons dans l'AFL et la NFL au poste de center pour les Raiders d'Oakland (1960.-1974) avec qui il remporte le championnat AFL au terme de la saison 1967. Il est intronisé au Pro Football Hall of Fame en 1980. Sélectionné à 9 reprises joueur All-Star de l'AFL et à 3 reprises pour le Pro Bowl, il a été désigné 13 x joueur All-Pro ou All-AFL (9 x dans la 1re équipe All-AFL, 1 x dans la 1re équipe All-Pro et 1 x dans les 2e équipes All-Pro et All-AFL). Il est également repris dans l'équipe du 100e anniversaire de la NFL ainsi que dans l'équipe type de l'histoire de l'AFL. Il meurt le 19 mai 2024 à l'âge de 86 ans[14] ;
- O. J. Simpson a joué pendant 11 saisons dans la NFL au poste de running back pour les Bills de Buffalo (1969-1977) et les 49ers de San Francisco (1978-1979). Il est intronisé au Pro Football Hall of Fame en 1985. Il a été sélectionné à 5 reprises pour le Pro Bowl et 5 x dans la 1re équipe All-Pro. Il est désigné MVP et meilleur joueur offensif de la saison 1973. Il a terminé 4 x meilleur joueur au nombre de yards gagné à la course sur une saison (1972, 1973, 1975, 1976), 2 x meilleur joueur au nombre de touchdowns inscrits à la course sur une saison (1973, 1975) et meilleur scoreur de la saison 1975. Il est également le premier joueur de l'histoire de la NFL à gagner au moins 2 000 yards sur une saison. Il meurt le 10 avril 2024 à l'âge de 76 ans[15].

## Changement de personnel

### Entraîneurs principaux
| Équipes                            | 2023           | Motif du départ | Intérimaire en 2023 | 2024           |
| ---------------------------------- | -------------- | --------------- | ------------------- | -------------- |
| Falcons d'Atlanta                  | Arthur Smith   | Licenciement    | -                   | Raheem Morris  |
| Panthers de la Caroline            | Frank Reich    | Licenciement    | Chris Tabor         | Dave Canales   |
| Raiders de Las Vegas               | Josh McDaniels | Licenciement    | Antonio Pierce      | Antonio Pierce |
| Chargers de Los Angeles            | Brandon Staley | Licenciement    | Giff Smith          | Jim Harbaugh   |
| Titans du Tennessee                | Mike Vrabel    | Licenciement    | -                   | Brian Callahan |
| Commanders de Washington           | Ron Rivera     | Licenciement    | -                   | Dan Quinn      |
| Seahawks de Seattle                | Pete Carroll   | Réaffectation   | -                   | Mike Macdonald |
| Patriots de la Nouvelle-Angleterre | Bill Belichick | Commun accord   | -                   | Jerod Mayo     |

| Équipes                       | 2024          | Motif du départ | Date             | Remplacé par           |
| ----------------------------- | ------------- | --------------- | ---------------- | ---------------------- |
| Jets de New York              | Robert Saleh  | Licenciement    | 8 octobre 2024   | Jeff Ulbrich (intérim) |
| Saints de La Nouvelle-Orléans | Dennis Allen  | Licenciement    | 4 novembre 2024  | Darren Rizzi (intérim) |
| Bears de Chicago              | Matt Eberflus | Licenciement    | 29 novembre 2024 | Thomas Brown (intérim) |

### Encadrement
| Équipes                            | Poste             | 2023           | Motif du départ  | Date             | Intérimaire en 2023 | 2024        |
| ---------------------------------- | ----------------- | -------------- | ---------------- | ---------------- | ------------------- | ----------- |
| Raiders de Las Vegas               | Directeur général | Dave Ziegler   | Licenciement     | 31 octobre 2023  | Champ Kelly         | Tom Telesco |
| Chargers de Los Angeles            | Directeur général | Tom Telesco    | Licenciement     | 15 décembre 2023 | JoJo Wooden         | Joe Hortiz  |
| Panthers de la Caroline            | Directeur général | Scott Fitterer | Licenciement     | 8 janvier 2024   | -                   | Dan Morgan  |
| Patriots de la Nouvelle-Angleterre | Directeur général | Bill Belichick | Commun accord    | 11 janvier 2024  | -                   | Eliot Wolf  |
| Commanders de Washington           | Directeur général | Martin Mayhew  | Mutation interne | 15 janvier 2024  | -                   | Adam Peters |

| Équipes          | Poste             | 2024        | Motif du départ | Date        | Remplacé par |
| ---------------- | ----------------- | ----------- | --------------- | ----------- | ------------ |
| Jets de New York | Directeur général | Joe Douglas | Licenciement    | 19 novembre | Phil Savage  |

## Stades
- Le 28 février 2024, la franchise de Washington annonce que la société FedEx met fin à son sponsoring sur les droits de dénomination du stade (dénommé alors FedEx Field), deux ans avant la fin prévue du contrat[16]. La franchise renomme dès lors son stade Commanders Field tout en recherchant un nouveau sponsor[17]. Le 27 août 2024, la franchise annonce qu'elle rebaptise son stade, Northwest Stadium, après avoir conclu un accord de sponsoring du nom avec la société Northwest Federal Credit Union (en)[18].
- Le 3 septembre 2024, la franchise des Browns annonce un partenariat de 20 ans avec la banque Huntington Bank (en) basée dans l'Ohio. Le stade des Browns est ainsi renommé Huntington Bank Field[19]

## Uniformes
Les Texans de Houston annoncent que l'équipe mettra en œuvre quatre nouveaux modèles distincts d'uniforme, remplaçant l'original utilisé par la franchise depuis sa création. Une nouvelle nuance de « H-Town Blue » sera incorporée sur au moins deux des modèles. Le logo original sera conservé. Les uniformes seront entièrement présentés au cours de la semaine de la draft 2024 de la NFL,.
Les Jets de New York remplaceront leurs uniformes actuels par un nouvel ensemble comportant le « Legacy White » vintage utilisé en 2023. Les versions verte et noire de l'uniforme seront introduites en avril.

## Changement de règles
La ligue a décidé de changements majeurs au niveau du coup d'envoi (kick-off) afin de favoriser les retours de coup de pied qui étaient en déclin depuis plusieurs années. Ces changements sont en phase de test pour au moins la saison 2024.
- Le coup d'envoi est toujours donné depuis la ligne des 35 yards, les joueurs de l'équipe effectuant le coup d'envoi devant s'aligner sur la ligne des 40 yards adverse à l'exception du kicker ;
- L'équipe qui reçoit le coup de pied doit avoir au moins neuf joueurs placés dans la set-up zone (zone située entre les lignes des 35 et 30 yards de leur moitié de terrain) et ne peuvent y compter qu'un maximum de deux returners.
- À l'exception du kicker et des returners, aucun joueur des deux équipes ne peut se déplacer avant que le ballon n'ait touché le sol ou qu'un joueur de l'équipe qui reçoit le coup de pied ne l'ai touché.
- Le coup de pied doit atteindre une zone : de la ligne des 20 yards à la zone d'en-but (landing zone).
  - Si le ballon atterrit avant la ligne des 20 yards, le kick-off est considéré comme hors des limites du terrain et l'équipe adverse débute son drive sur sa ligne des 40 yards ;
  - Si le ballon atterrit dans la zone d'en-but ou au-delà, l'équipe adverse débute son drive sur sa ligne des 30 yards ;
  - Si le ballon rebondit dans la zone d'en-but pour un touchback, l'équipe adverse débute son drive sur sa ligne des 20 yards.

Lors du quatrième quart temps, l'équipe menée au score peut choisir de tenter un onside kick comme avant la saison 2024.

## Calendrier

### Saison régulière
La saison régulière 2024 se déroule sur 18 semaines à partir du 5 septembre. Une équipe dispute 17 matchs de saison régulière et disposent donc d'une semaine de repos. La saison régulière se termine le 5 janvier 2024, les matchs de la 18e semaine mettant en présence des équipes d'une même division.
Chaque équipe rencontre :
- les 3 autres équipes de sa division (1 match à domicile et 1 match en déplacement) soit 6 matchs ;
- les 4 équipes d'une autre division de sa conférence soit 4 matchs ;
- les deux autres équipes de sa conférence ayant été classée à la même place dans leur division (si l'équipe a terminé 3e de sa division, elle rencontre les 3e des autres divisions, si 2e contre les 2e, etc.) soit 2 matchs ;
- les 4 équipes d'une division de l'autre conférence soit 4 matchs ;
- une équipe de l'autre conférence ayant été classée à la même place dans sa propre division soit 1 match.

Pour la saison 2024, le schéma final est donc le suivant :
| Matchs intra-conférences                                                              | Matchs inter-conférences (par division)                                               | Matchs inter-conférences (par position)                                               |
| ------------------------------------------------------------------------------------- | ------------------------------------------------------------------------------------- | ------------------------------------------------------------------------------------- |
| - AFC Est - AFC Sud - AFC Nord - AFC Ouest - NFC Est - NFC Sud - NFC Nord - NFC Ouest | - AFC Est - NFC Ouest - AFC Nord - NFC Est - AFC Sud - NFC Nord - AFC Ouest - NFC Sud | - AFC Est - NFC Nord - AFC Nord - NFC Sud - AFC Sud - NFC Est - AFC Ouest - NFC Ouest |

La saison régulière 2024 comprend : 
- NFL Kickoff Game (en) : La saison 2023 débute le jeudi 5 septembre 2024 avec les champions sortants, les Chiefs de Kansas City ;
- NFL International Series (5 matchs) : Troisième année du contrat de trois ans au cours duquel trois matchs se joueront à Londres, le premier au Stade de Wembley, avec Jacksonville, les deux autres au Tottenham Hotspur Stadium avec Chicago et Minnesota désignées comme équipes jouant « à domicile ». Un autre match s'est joué en Allemagne à l'Allianz Arena de Munich avec Carolina[25]. Le cinquième match s'est déroulé le 6 septembre au Neo Quimica Arena de São Paulo au Brésil[26],[27] ;
- Thanksgiving : Comme c'est le cas depuis la saison 2006, trois matchs ont été joués le jeudi 28 novembre dont les traditionnels matchs de l'après midi, les Lions de Détroit reçevant les Bears de Chicago et les Cowboys de Dallas recevant les Giants de New York. Le match joué en primetime a opposé les Packers de Green Bay qui recevaient les Dolphins de Miami. Dans le cadre d'un nouvel accord médiatique avec Amazon Prime Video, un match a été programmé pour la deuxième fois, le vendredi après-midi après Thanksgiving, les Chiefs de Kansas City accueillant les Raiders de Las Vegas[28]. Les équipes visitées ont toutes remporté leur match.
- Christmas : Noël tombant un mercredi en 2024, la ligue a décidé d'organiser pour la première fois de son histoire deux matchs à cette date soit celui qui oppose les Chiefs de Kansas City aux Steelers de Pittsburgh et celui opposant les Ravens de Baltimore aux Texans de Houston[29]. Ces matchs sont retransmis sur Netflix[30].

### Série éliminatoire
La série éliminatoire  2024 débute par un tour de Wild Card (trois matchs de Wild Card par conférence) lors du week-end des 11, 12 et 13 janvier 2025. Le tour de Division se joue le week-end des 18 et 19 janvier, la meilleure franchise de chaque conférence recevant l'équipe de sa conférence restante la moins bien classée, les deux autres s'affrontant. Les gagnants de ces matchs jouent les finales de Conférence le 26 janvier et le Super Bowl LIX se joue le 9 février au Caesars Superdome de La Nouvelle-Orléans, dans l'État de la Louisiane.

## Classements de la saison régulière

### Par divisions
| AFC East                           | V. | D. | N. | V/D  | Div.  | Conf. | Pts+ | Pts- | S.  |
| ---------------------------------- | -- | -- | -- | ---- | ----- | ----- | ---- | ---- | --- |
| (2) Bills de Buffalo               | 13 | 04 | 0  | 76,5 | 5 - 1 | 9 - 3 | 525  | 368  | 1 D |
| Dolphins de Miami                  | 08 | 09 | 0  | 47,1 | 3 - 3 | 6 - 6 | 345  | 364  | 1 D |
| Jets de New York                   | 05 | 12 | 0  | 29,4 | 2 - 4 | 5 - 7 | 338  | 404  | 1 V |
| Patriots de la Nouvelle-Angleterre | 04 | 13 | 0  | 23,5 | 2 - 4 | 3 - 9 | 289  | 417  | 1 V |

| NFC East                     | V. | D. | N. | V/D  | Div.  | Conf.  | Pts+ | Pts- | S.  |
| ---------------------------- | -- | -- | -- | ---- | ----- | ------ | ---- | ---- | --- |
| (2) Eagles de Philadelphie   | 14 | 03 | 0  | 82,4 | 5 - 1 | 9 - 3  | 463  | 303  | 2 V |
| (6) Commanders de Washington | 12 | 05 | 0  | 70,6 | 4 - 2 | 9 - 3  | 485  | 391  | 5 V |
| Cowboys de Dallas            | 07 | 10 | 0  | 41,2 | 3 - 3 | 5 - 7  | 350  | 468  | 2 D |
| Giants de New York           | 03 | 14 | 0  | 17,6 | 0 - 6 | 1 - 11 | 273  | 415  | 1 D |

| AFC North                  | V. | D. | N. | V/D  | Div.  | Conf. | Pts+ | Pts- | S.  |
| -------------------------- | -- | -- | -- | ---- | ----- | ----- | ---- | ---- | --- |
| (3) Ravens de Baltimore    | 12 | 05 | 0  | 70,6 | 4 - 2 | 8 - 4 | 518  | 361  | 4 V |
| (6) Steelers de Pittsburgh | 10 | 07 | 0  | 58,8 | 3 - 3 | 7 - 5 | 380  | 347  | 4 D |
| Bengals de Cincinnati      | 09 | 08 | 0  | 52,9 | 3 - 3 | 6 - 6 | 472  | 434  | 5 V |
| Browns de Cleveland        | 03 | 14 | 0  | 17,6 | 2 - 4 | 3 - 9 | 258  | 435  | 6 D |

| NFC North                | V. | D. | N. | V/D  | Div.  | Conf.  | Pts+ | Pts- | S.  |
| ------------------------ | -- | -- | -- | ---- | ----- | ------ | ---- | ---- | --- |
| (1) Lions de Détroit     | 15 | 02 | 0  | 88,2 | 6 - 0 | 11 - 1 | 564  | 342  | 3 V |
| (5) Vikings du Minnesota | 14 | 03 | 0  | 82,4 | 4 - 2 | 9 - 3  | 432  | 332  | 1 D |
| (7) Packers de Green Bay | 11 | 06 | 0  | 64,7 | 1 - 5 | 6 - 6  | 460  | 338  | 2 D |
| Bears de Chicago         | 05 | 12 | 0  | 29,4 | 1 - 5 | 3 - 9  | 310  | 370  | 1 V |

| AFC South               | V. | D. | N. | V/D  | Div.  | Conf. | Pts+ | Pts- | S.  |
| ----------------------- | -- | -- | -- | ---- | ----- | ----- | ---- | ---- | --- |
| (4) Texans de Houston   | 10 | 07 | 0  | 58,8 | 5 - 1 | 8 - 4 | 372  | 372  | 1 V |
| Colts d'Indianapolis    | 08 | 09 | 0  | 47,1 | 3 - 3 | 7 - 5 | 377  | 427  | 1 V |
| Jaguars de Jacksonville | 04 | 13 | 0  | 23,5 | 3 - 3 | 4 - 8 | 320  | 435  | 1 D |
| Titans du Tennessee     | 03 | 14 | 0  | 17,6 | 1 - 5 | 3 - 9 | 311  | 460  | 6 D |

| NFC South                     | V. | D. | N. | V/D  | Div.  | Conf. | Pts+ | Pts- | S.  |
| ----------------------------- | -- | -- | -- | ---- | ----- | ----- | ---- | ---- | --- |
| (4) Buccaneers de Tampa Bay   | 10 | 07 | 0  | 58,8 | 4 - 2 | 8 - 4 | 502  | 385  | 2 V |
| Flacons d'Atlanta             | 08 | 09 | 0  | 47,1 | 4 - 2 | 7 - 5 | 389  | 423  | 2 D |
| Panthers de la Caroline       | 05 | 12 | 0  | 29,4 | 2 - 4 | 4 - 8 | 341  | 534  | 1 V |
| Saints de La Nouvelle-Orléans | 05 | 12 | 0  | 29,4 | 2 - 4 | 4 - 8 | 338  | 398  | 4 D |

| AFC West                    | V. | D. | N. | V/D  | Div.  | Conf.  | Pts+ | Pts- | S.  |
| --------------------------- | -- | -- | -- | ---- | ----- | ------ | ---- | ---- | --- |
| (1) Chiefs de Kansas City   | 15 | 02 | 0  | 88,2 | 5 - 1 | 10 - 2 | 385  | 326  | 1 D |
| (5) Chargers de Los Angeles | 11 | 06 | 0  | 64,7 | 4 - 2 | 8 - 4  | 402  | 301  | 3 V |
| (7) Broncos de Denver       | 10 | 07 | 0  | 58,8 | 3 - 3 | 6 - 6  | 425  | 311  | 1 V |
| Raiders de Las Vegas        | 04 | 13 | 0  | 23,5 | 0 - 6 | 3 - 9  | 309  | 434  | 1 D |

| NFC West                | V. | D. | N. | V/D  | Div.  | Conf. | Pts+ | Pts- | S.  |
| ----------------------- | -- | -- | -- | ---- | ----- | ----- | ---- | ---- | --- |
| (2) Rams de Los Angeles | 10 | 07 | 0  | 58,8 | 4 - 2 | 6 - 6 | 367  | 386  | 1 D |
| Seahawks de Seattle     | 10 | 07 | 0  | 58,8 | 4 - 2 | 6 - 6 | 375  | 368  | 2V  |
| Cardinals de l'Arizona  | 08 | 09 | 0  | 47,1 | 3 - 3 | 4 - 8 | 400  | 379  | 1 V |
| 49ers de San Francisco  | 06 | 11 | 0  | 35,3 | 1 - 5 | 4 - 8 | 389  | 436  | 4 D |

### Par conférence
| No | Franchise                          | Division | V  | D  | N | V/D   | Div | Conf | Pt + | Pt - | Dif  | S   |
| --- | ---------------------------------- | -------- | -- | -- | - | ----- | --- | ---- | ---- | ---- | ---- | --- |
| Leader de division |                                    |          |    |    |   |       |     |      |      |      |      |     |
| 1 | Chiefs de Kansas City              | Ouest    | 15 | 2  | 0 | 88,2  | 5–1 | 10–2 | 385  | 326  | +59  | 1 D |
| 2 | Bills de Buffalo                   | Est      | 13 | 4  | 0 | 76,5  | 5–1 | 9–3  | 525  | 368  | +157 | 1 P |
| 3 | Ravens de Baltimore                | Nord     | 12 | 5  | 0 | 70,6  | 4–2 | 8–4  | 518  | 361  | +157 | 4 V |
| 4 | Texans de Houston                  | Sud      | 10 | 7  | 0 | 58,8  | 5–1 | 8–4  | 372  | 372  | 0    | 1 V |
| Wild Cards |                                    |          |    |    |   |       |     |      |      |      |      |     |
| 5 | Chargers de Los Angeles            | Ouest    | 11 | 6  | 0 | 64,7  | 4–2 | 8–4  | 402  | 301  | +101 | 3 V |
| 6 | Steelers de Pittsburgh             | Nord     | 10 | 7  | 0 | 58,8  | 3–3 | 7–5  | 380  | 347  | +33  | 4 D |
| 7 | Broncos de Denver                  | Ouest    | 10 | 7  | 0 | 58,8  | 3–3 | 6–6  | 425  | 311  | +114 | 1 V |
| Non qualifiés pour les séries éliminatoires |                                    |          |    |    |   |       |     |      |      |      |      |     |
| 8 | Bengals de Cincinnati              | Nord     | 9  | 8  | 0 | 52,9  | 3–3 | 6–6  | 472  | 434  | +38  | 5 V |
| 9 | Colts d'Indianapolis               | Sud      | 8  | 9  | 0 | 47,1  | 3–3 | 7–5  | 377  | 427  | -60  | 1 V |
| 10 | Dolphins de Miami                  | Est      | 8  | 9  | 0 | 47,1  | 3–3 | 6–6  | 345  | 364  | -19  | 1 D |
| 11 | Jets de New York                   | Est      | 5  | 12 | 0 | 29,4  | 2–4 | 5–7  | 338  | 404  | -66  | 1 V |
| 12 | Jaguars de Jacksonville            | Sud      | 4  | 13 | 0 | 23,5  | 3–3 | 4–8  | 320  | 435  | -115 | 1 D |
| 13 | Patriots de la Nouvelle-Angleterre | Est      | 4  | 13 | 0 | .23,5 | 2–4 | 3–9  | 289  | 417  | -128 | 1 V |
| 14 | Raiders de Las Vegas               | Ouest    | 4  | 13 | 0 | 23,5  | 0–6 | 3–9  | 309  | 434  | -125 | 1 D |
| 15 | Browns de Cleveland                | Nord     | 3  | 14 | 0 | 17,6  | 2–4 | 3–9  | 258  | 435  | -177 | 6 D |
| 16 | Titans de Tennessee                | Sud      | 3  | 14 | 0 | 17,6  | 1–5 | 3–9  | 311  | 460  | -149 | 6 D |
| Départages lors des égalités |                                    |          |    |    |   |       |     |      |      |      |      |     |
| - Pittsburgh est classé avant Denver à la suite de sa victoire en tête-à-tête. - Indianapolis est classé avant Miami à la suite de sa victoire en tête-à-tête. - Jacksonville est classé avant New England et Las Vegas à la suite de son bilan en matchs de conférence. - New England est classé avant Las Vegas à la suite du meilleur coefficient force de victoire obtenu (strength of victory), 47,1% contre 35,3%. - Cleveland est classé avant Tennessee à la suite du meilleur coefficient force de victoire obtenu, 51% contre 43,1. |                                    |          |    |    |   |       |     |      |      |      |      |     |

| No | Franchise                     | Division | V  | D  | N | V/D  | Div | Conf | Pt + | Pt - | Dif  | S   |
| --- | ----------------------------- | -------- | -- | -- | - | ---- | --- | ---- | ---- | ---- | ---- | --- |
| Leader de division |                               |          |    |    |   |      |     |      |      |      |      |     |
| 1 | Lions de Detroit              | Nord     | 15 | 2  | 0 | 88,2 | 6–0 | 11–1 | 564  | 342  | +222 | 3 V |
| 2 | Eagles de Philadelphie        | Est      | 14 | 3  | 0 | 82,4 | 5–1 | 9–3  | 463  | 303  | +160 | 2 V |
| 3 | Buccaneers de Tampa Bay       | Sud      | 10 | 7  | 0 | 58,8 | 4–2 | 8–4  | 502  | 385  | +117 | 2 V |
| 4 | Rams de Los Angeles           | Ouest    | 10 | 7  | 0 | 58,8 | 4–2 | 6–6  | 367  | 386  | -19  | 1 D |
| Wild Cards |                               |          |    |    |   |      |     |      |      |      |      |     |
| 5 | Vikings du Minnesota          | Nord     | 14 | 3  | 0 | 82,4 | 4–2 | 9–3  | 432  | 332  | +100 | 1 D |
| 6 | Commanders de Washington      | Est      | 12 | 5  | 0 | 70,6 | 4–2 | 9–3  | 485  | 391  | +94  | 5 V |
| 7 | Packers de Green Bay          | Nord     | 11 | 6  | 0 | 64,7 | 1–5 | 6–6  | 460  | 338  | +122 | 2 D |
| Non qualifiés pour les séries éliminatoires |                               |          |    |    |   |      |     |      |      |      |      |     |
| 8 | Seahawks de Seattle           | Ouest    | 10 | 7  | 0 | 58,8 | 4–2 | 6–6  | 375  | 368  | +7   | 2 V |
| 9 | Falcons d'Atlanta             | Sud      | 8  | 9  | 0 | 47,1 | 4–2 | 7–5  | 389  | 423  | -34  | 2 D |
| 10 | Cardinals de l'Arizona        | Ouest    | 8  | 9  | 0 | 47,1 | 3–3 | 4–8  | 400  | 379  | +21  | 1 V |
| 11 | Cowboys de Dallas             | Est      | 7  | 10 | 0 | 41,2 | 3–3 | 5–7  | 350  | 468  | -118 | 2 D |
| 12 | 49ers de San Francisco        | Ouest    | 6  | 11 | 0 | 35,3 | 1–5 | 4–8  | 389  | 436  | -47  | 4 D |
| 13 | Bears de Chicago              | Nord     | 5  | 12 | 0 | 29,4 | 1–5 | 3–9  | 310  | 370  | -60  | 1 V |
| 14 | Panthers de la Caroline       | Sud      | 5  | 12 | 0 | 29,4 | 2–4 | 4–8  | 341  | 534  | -193 | 1 V |
| 15 | Saints de La Nouvelle-Orléans | Sud      | 5  | 12 | 0 | 29,4 | 2–4 | 4–8  | 338  | 398  | -60  | 4 D |
| 16 | Giants de New York            | Est      | 3  | 14 | 0 | 17,6 | 0–6 | 1–11 | 273  | 415  | -142 | 1 D |
| Départages lors des égalités |                               |          |    |    |   |      |     |      |      |      |      |     |
| - Tampa Bay est classé avant LA Rams à la suite de son bilan en matchs de conférence. - LA Rams est classé avant Seattle à la suite du meilleur coefficient force de victoire obtenu (strength of victory), 44,1% contre 42,4%. - Atlanta est classé avant Arizona à la suite de son bilan en matchs de conférence. - Chicago est classé avant Carolina à la suite de sa victoire en tête-à-tête. - Carolina est classé avant New Orleans à la suite du meilleur coefficient force de victoire obtenu, 32,9 contre 30,6. |                               |          |    |    |   |      |     |      |      |      |      |     |

## Séries éliminatoires
Les séries éliminatoires de la saison 2024 commence par le tour de wild card. La tête de série numéro 1 (soit la plus haute, seed 1 en anglais) de chaque conférence au terme de la saison régulière est exemptée de Wild card qui compte donc trois rencontres à élimination directe par conférence joués le week-end du 11 au 13 janvier 2025.
L'avantage du terrain est déterminé par un système de tête de série qui n'est pas fixe en NFL. Les résultats du tour de Wild card déterminent les matchs du Tour de division programmés le week-end des 18 et 19 janvier 2025. La tête de série, la plus basse restante de chaque conférence se déplace chez la tête de série numéro 1. Enfin, tête de série restante la plus basse se déplace chez la tête de série restante la plus haute.
Les gagnants se qualifient pour les finales de conférence programmées le 26 janvier 2025.
En conclusion de la saison, le Super Bowl LIX se joue le 9 février 2025 au Caesars Superdome de La Nouvelle-Orléans en Louisiane.
|  | Tour de Wild card         | Tour de Wild card         | Tour de Wild card         |                           |                           | Tour de division          | Tour de division     | Tour de division     |                                 |                                 | Finales de conférence           | Finales de conférence     | Finales de conférence    |    |  | Super Bowl LIX | Super Bowl LIX | Super Bowl LIX |
|  |                           |                           |                           |                           |                           |                           |                      |                      |                                 |                                 |                                 |                           |                          |    |  |                |                |                |
|  | 11 janvier - Baltimore    | 11 janvier - Baltimore    | 11 janvier - Baltimore    |                           |                           | 19 janvier - Buffalo      | 19 janvier - Buffalo | 19 janvier - Buffalo |                                 |                                 | 26 janvier - Kansas City        | 26 janvier - Kansas City  | 26 janvier - Kansas City |    |  |                |                |                |
|  | 11 janvier - Baltimore    | 11 janvier - Baltimore    | 11 janvier - Baltimore    |                           |                           | 19 janvier - Buffalo      | 19 janvier - Buffalo | 19 janvier - Buffalo |                                 |                                 | 26 janvier - Kansas City        | 26 janvier - Kansas City  | 26 janvier - Kansas City |    |  |                |                |                |
|  | 11 janvier - Baltimore    | 11 janvier - Baltimore    | 11 janvier - Baltimore    |                           |                           | 19 janvier - Buffalo      | 19 janvier - Buffalo | 19 janvier - Buffalo |                                 |                                 | 26 janvier - Kansas City        | 26 janvier - Kansas City  | 26 janvier - Kansas City |    |  |                |                |                |
|  | 6                         | Pittsburgh                | 14                        |                           |                           | 19 janvier - Buffalo      | 19 janvier - Buffalo | 19 janvier - Buffalo |                                 |                                 | 26 janvier - Kansas City        | 26 janvier - Kansas City  | 26 janvier - Kansas City |    |  |                |                |                |
|  | 6                         | Pittsburgh                | 14                        |                           |                           | 19 janvier - Buffalo      | 19 janvier - Buffalo | 19 janvier - Buffalo |                                 |                                 | 26 janvier - Kansas City        | 26 janvier - Kansas City  | 26 janvier - Kansas City |    |  |                |                |                |
|  | 3                         | Baltimore                 | 28                        |                           |                           | 19 janvier - Buffalo      | 19 janvier - Buffalo | 19 janvier - Buffalo |                                 |                                 | 26 janvier - Kansas City        | 26 janvier - Kansas City  | 26 janvier - Kansas City |    |  |                |                |                |
|  | 3                         | Baltimore                 | 28                        | 3                         | Baltimore                 | 25                        |                      |                      |                                 |                                 | 26 janvier - Kansas City        | 26 janvier - Kansas City  | 26 janvier - Kansas City |    |  |                |                |                |
|  | 12 janvier - Buffalo      | 12 janvier - Buffalo      | 12 janvier - Buffalo      | 3                         | Baltimore                 | 25                        | AFC                  | AFC                  | AFC                             |                                 | 26 janvier - Kansas City        | 26 janvier - Kansas City  | 26 janvier - Kansas City |    |  |                |                |                |
|  | 12 janvier - Buffalo      | 12 janvier - Buffalo      | 12 janvier - Buffalo      | 2                         | Buffalo                   | 27                        | AFC                  | AFC                  | AFC                             |                                 | 26 janvier - Kansas City        | 26 janvier - Kansas City  | 26 janvier - Kansas City |    |  |                |                |                |
|  | 12 janvier - Buffalo      | 12 janvier - Buffalo      | 12 janvier - Buffalo      | 2                         | Buffalo                   | 27                        | AFC                  | AFC                  | AFC                             |                                 | 26 janvier - Kansas City        | 26 janvier - Kansas City  | 26 janvier - Kansas City |    |  |                |                |                |
|  | 7                         | Denver                    | 07                        | 18 janvier - Kansas City  | 18 janvier - Kansas City  | 18 janvier - Kansas City  | AFC                  | AFC                  | AFC                             | 2                               | Buffalo                         | 29                        |                          |    |  |                |                |                |
|  | 7                         | Denver                    | 07                        | 18 janvier - Kansas City  | 18 janvier - Kansas City  | 18 janvier - Kansas City  | AFC                  | AFC                  | AFC                             | 2                               | Buffalo                         | 29                        |                          |    |  |                |                |                |
|  | 2                         | Buffalo                   | 31                        | 18 janvier - Kansas City  | 18 janvier - Kansas City  | 18 janvier - Kansas City  | AFC                  | AFC                  | AFC                             |                                 |                                 | 1                         | Kansas City              | 32 |  |                |                |                |
|  | 2                         | Buffalo                   | 31                        | 18 janvier - Kansas City  | 18 janvier - Kansas City  | 18 janvier - Kansas City  | AFC                  | AFC                  | AFC                             |                                 |                                 | 1                         | Kansas City              | 32 |  |                |                |                |
|  | 11 janvier - Houston      | 11 janvier - Houston      | 11 janvier - Houston      | 4                         | Houston                   | 14                        | AFC                  | AFC                  | AFC                             | 26 janvier - Philadelphie       | 26 janvier - Philadelphie       | 26 janvier - Philadelphie |                          |    |  |                |                |                |
|  | 11 janvier - Houston      | 11 janvier - Houston      | 11 janvier - Houston      | 4                         | Houston                   | 14                        | AFC                  | AFC                  | AFC                             | 26 janvier - Philadelphie       | 26 janvier - Philadelphie       | 26 janvier - Philadelphie |                          |    |  |                |                |                |
|  | 11 janvier - Houston      | 11 janvier - Houston      | 11 janvier - Houston      | 1                         | Kansas City               | 23                        | AFC                  | AFC                  | AFC                             | 26 janvier - Philadelphie       | 26 janvier - Philadelphie       | 26 janvier - Philadelphie |                          |    |  |                |                |                |
|  | 5                         | LA Chargers               | 12                        | 1                         | Kansas City               | 23                        |                      |                      | 9 février - La Nouvelle-Orléans | 9 février - La Nouvelle-Orléans | 9 février - La Nouvelle-Orléans | 26 janvier - Philadelphie |                          |    |  |                |                |                |
|  | 5                         | LA Chargers               | 12                        | 18 janvier - Détroit      |                           |                           |                      |                      | 9 février - La Nouvelle-Orléans | 9 février - La Nouvelle-Orléans | 9 février - La Nouvelle-Orléans | 26 janvier - Philadelphie |                          |    |  |                |                |                |
|  | 4                         | Houston                   | 32                        |                           |                           |                           |                      |                      | 9 février - La Nouvelle-Orléans | 9 février - La Nouvelle-Orléans | 9 février - La Nouvelle-Orléans | 26 janvier - Philadelphie |                          |    |  |                |                |                |
|  | 4                         | Houston                   | 32                        |                           |                           |                           |                      |                      | 9 février - La Nouvelle-Orléans | 9 février - La Nouvelle-Orléans | 9 février - La Nouvelle-Orléans | 26 janvier - Philadelphie |                          |    |  |                |                |                |
|  | 12 janvier - Tampa        | 12 janvier - Tampa        | 12 janvier - Tampa        | A1                        | Kansas City               | 22                        |                      |                      |                                 |                                 |                                 | 26 janvier - Philadelphie |                          |    |  |                |                |                |
|  | 12 janvier - Tampa        | 12 janvier - Tampa        | 12 janvier - Tampa        | A1                        | Kansas City               | 22                        |                      |                      |                                 |                                 |                                 | 26 janvier - Philadelphie |                          |    |  |                |                |                |
|  | 12 janvier - Tampa        | 12 janvier - Tampa        | 12 janvier - Tampa        | N2                        | Philadelphie              | 40                        |                      |                      |                                 |                                 |                                 | 26 janvier - Philadelphie |                          |    |  |                |                |                |
|  | 12 janvier - Tampa        | 12 janvier - Tampa        | 12 janvier - Tampa        | N2                        | Philadelphie              | 40                        |                      |                      |                                 |                                 |                                 | 26 janvier - Philadelphie |                          |    |  |                |                |                |
|  | 6                         | Washington                | 23                        |                           |                           |                           |                      |                      |                                 |                                 |                                 | 26 janvier - Philadelphie |                          |    |  |                |                |                |
|  | 6                         | Washington                | 23                        |                           |                           |                           |                      |                      |                                 |                                 |                                 | 26 janvier - Philadelphie |                          |    |  |                |                |                |
|  | 3                         | Tampa Bay                 | 20                        |                           |                           |                           |                      |                      |                                 |                                 |                                 | 26 janvier - Philadelphie |                          |    |  |                |                |                |
|  | 3                         | Tampa Bay                 | 20                        | 6                         | Washington                | 41                        |                      |                      |                                 |                                 |                                 | 26 janvier - Philadelphie |                          |    |  |                |                |                |
|  | 13 janvier - Glendale     | 13 janvier - Glendale     | 13 janvier - Glendale     | 6                         | Washington                | 41                        | NFC                  | NFC                  | NFC                             |                                 |                                 | 26 janvier - Philadelphie |                          |    |  |                |                |                |
|  | 13 janvier - Glendale     | 13 janvier - Glendale     | 13 janvier - Glendale     | 1                         | Détroit                   | 35                        | NFC                  | NFC                  | NFC                             |                                 |                                 | 26 janvier - Philadelphie |                          |    |  |                |                |                |
|  | 13 janvier - Glendale     | 13 janvier - Glendale     | 13 janvier - Glendale     | 1                         | Détroit                   | 35                        | NFC                  | NFC                  | NFC                             |                                 |                                 | 26 janvier - Philadelphie |                          |    |  |                |                |                |
|  | 5                         | Minnesota                 | 09                        | 19 janvier - Philadelphie | 19 janvier - Philadelphie | 19 janvier - Philadelphie | NFC                  | NFC                  | NFC                             | 6                               | Washington                      | 23                        |                          |    |  |                |                |                |
|  | 5                         | Minnesota                 | 09                        | 19 janvier - Philadelphie | 19 janvier - Philadelphie | 19 janvier - Philadelphie | NFC                  | NFC                  | NFC                             | 6                               | Washington                      | 23                        |                          |    |  |                |                |                |
|  | 4                         | LA Rams                   | 27                        | 19 janvier - Philadelphie | 19 janvier - Philadelphie | 19 janvier - Philadelphie | NFC                  | NFC                  | NFC                             |                                 |                                 | 2                         | Philadelphie             | 55 |  |                |                |                |
|  | 4                         | LA Rams                   | 27                        | 19 janvier - Philadelphie | 19 janvier - Philadelphie | 19 janvier - Philadelphie | NFC                  | NFC                  | NFC                             |                                 |                                 | 2                         | Philadelphie             | 55 |  |                |                |                |
|  | 12 janvier - Philadelphie | 12 janvier - Philadelphie | 12 janvier - Philadelphie | 4                         | LA Rams                   | 22                        | NFC                  | NFC                  | NFC                             |                                 |                                 |                           |                          |    |  |                |                |                |
|  | 12 janvier - Philadelphie | 12 janvier - Philadelphie | 12 janvier - Philadelphie | 4                         | LA Rams                   | 22                        | NFC                  | NFC                  | NFC                             |                                 |                                 |                           |                          |    |  |                |                |                |
|  | 12 janvier - Philadelphie | 12 janvier - Philadelphie | 12 janvier - Philadelphie | 2                         | Philadelphie              | 28                        | NFC                  | NFC                  | NFC                             |                                 |                                 |                           |                          |    |  |                |                |                |
|  | 7                         | Green Bay                 | 10                        | 2                         | Philadelphie              | 28                        |                      |                      |                                 |                                 |                                 |                           |                          |    |  |                |                |                |
|  | 7                         | Green Bay                 | 10                        |                           |                           |                           |                      |                      |                                 |                                 |                                 |                           |                          |    |  |                |                |                |
|  | 2                         | Philadelphie              | 22                        |                           |                           |                           |                      |                      |                                 |                                 |                                 |                           |                          |    |  |                |                |                |
|  | 2                         | Philadelphie              | 22                        |                           |                           |                           |                      |                      |                                 |                                 |                                 |                           |                          |    |  |                |                |                |

## Trophées et récompenses
Le 14e cérémonie honorifique de la NFL, récompensant les meilleurs acteurs de la saison 2024 s'est déroulée le 6 février 2024 au Saenger Theater (en) de La Nouvelle-Orléans.
| Trophées                                                | Joueur                                                    | Poste       | Équipe     |
| ------------------------------------------------------- | --------------------------------------------------------- | ----------- | ---------- |
| Meilleur joueur de la NFL par l'Associated Press (MVP)  | Josh Allen                                                | QB          | Bills      |
| Meilleur joueur de la NFL par le Sporting News (MVP)    | Att. : Saquon Barkley                                     | RB          | Eagles     |
| Meilleur joueur de la NFL par le Sporting News (MVP)    | Déf. : Myles Garrett                                      | DE          | Browns     |
| Meilleur joueur de la NFL par PFWA (MVP)                | Lamar Jackson                                             | QB          | Ravens     |
| MVP du Super Bowl                                       | Jalen Hurts                                               | QB          | Eagles     |
| Joueur offensif de l'année                              | Saquon Barkley                                            | RB          | Eagles     |
| Joueur défensif de l'année                              | Patrick Surtain II                                        | CB          | Broncos    |
| Entraîneur de l'année                                   | Kevin O'Connell                                           | HC          | Vikings    |
| Entraîneur adjoint de l'année                           | Ben Johnson                                               | OC          | Lions      |
| Trophée Pepsi du meilleur rookie de l'année             | Jayden Daniels                                            | QB          | Commanders |
| Rookie offensif de l'année                              | Jayden Daniels                                            | QB          | Commanders |
| Rookie défensif de l'année                              | Jared Verse                                               | OLB         | Rams       |
| Meilleur revenant de la saison                          | Joe Burrow                                                | QB          | Bengals    |
| Trophée Walter Payton du meilleur joueur NFL de l'année | Arik Armstead                                             | DE          | Jaguars    |
| Trophée PFWA (en) du meilleur cadre NFL de l'année      | Brad Holmes                                               | GM          | Lions      |
| Trophée Salute To Service présenté par USAA             | George Kittle                                             | TE          | 49ers      |
| Trophée Deacon Jones                                    | Trey Hendrickson                                          | DE          | Bengals    |
| Jim Brown Award (en)                                    | Saquon Barkley                                            | RB          | Eagles     |
| Trophée Sportsmanship Art Rooney                        | Josh Allen                                                | QB          | Bills      |
| FedEx Air Player of the Year                            | Josh Allen                                                | QB          | Bills      |
| FedEx Ground Player of the Year                         | Ja'Marr Chase                                             | WR          | Bengals    |
| Classe 2025 des intronisés au Pro Football Hall of Fame | Eric Allen (en) Jared Allen Antonio Gates Sterling Sharpe | DB DE TE WR |            |
| Source : NFL.com                                        |                                                           |             |            |

| Attaque       | Attaque            | Attaque      |
| ------------- | ------------------ | ------------ |
| Poste         | Nom                | Équipe       |
| Quarterback   | Lamar Jackson      | Baltimore    |
| Running back  | Saquon Barkley     | Philadelphie |
| Fullback      | Patrick Ricard     | Baltimore    |
| Wide receiver | Ja'Marr Chase      | Cincinnati   |
| Wide receiver | Justin Jefferson   | Minnesota    |
| Wide receiver | Amon-Ra St. Brown  | Détroit      |
| Tight end     | Brock Bowers       | Las Vegas    |
| Left tackle   | Tristan Wirfs      | Tampa Bay    |
| Left guard    | Joe Thuney         | Kansas City  |
| Center        | Creed Humphrey     | Kansas City  |
| Right guard   | Quinn Meinerz (en) | Denver       |
| Right tackle  | Penei Sewell       | Détroit      |

| Défense              | Défense            | Défense       |
| -------------------- | ------------------ | ------------- |
| Poste                | Nom                | Équipe        |
| Defensive end / Edge | Trey Hendrickson   | Cincinnati    |
| Defensive end / Edge | Myles Garrett      | Cleveland     |
| Defensive tackle     | Cameron Heyward    | Pittsburgh    |
| Defensive tackle     | Chris Jones        | Kansas City   |
| Linebacker           | Zack Baun          | Philadelphie  |
| Linebacker           | Fred Warner        | San Francisco |
| Linebacker           | Roquan Smith       | Baltimore     |
| Cornerback           | Patrick Surtain II | Denver        |
| Cornerback           | Derek Stingley Jr. | Houston       |
| Slot cornerback      | Marlon Humphrey    | Baltimore     |
| Safety               | Kerby Joseph       | Détroit       |
| Safety               | Xavier McKinney    | Green Bay     |

| Équipes spéciales      | Équipes spéciales     | Équipes spéciales |
| ---------------------- | --------------------- | ----------------- |
| Poste                  | Nom                   | Équipe            |
| Kicker                 | Chris Boswell (en)    | Pittsburgh        |
| Punter                 | Jack Fox              | Détroit           |
| Kick returner          | KaVontae Turpin       | Dallas            |
| Punt returner          | Marvin Mims Jr. (en)  | Denver            |
| Équipes spéciales (en) | Brenden Schooler (en) | New England       |
| Long snapper           | Andrew DePaola        | Minnesota         |

| S./M. | AFC             | AFC | AFC      | NFC            | NFC | NFC        |
| ----- | --------------- | --- | -------- | -------------- | --- | ---------- |
| S./M. | Joueur          | Pl. | Équipe   | Joueur         | Pl. | Équipe     |
| 1     | Joe Mixon       | RB  | Texans   | Saquon Barkley | RB  | Eagles     |
| 2     | James Cook      | RB  | Bills    | Alvin Kamara   | RB  | Saints     |
| 3     | Josh Allen      | QB  | Bills    | Jayden Daniels | QB  | Commanders |
| 4     | Derrick Henry   | RB  | Ravens   | Jared Goff     | QB  | Lions      |
| Sept. | Josh Allen      | QB  | Bills    | Sam Darnold    | QB  | Vikings    |
| 5     | Lamar Jackson   | QB  | Ravens   | Kirk Cousins   | QB  | Falcons    |
| 6     | Derrick Henry   | RB  | Ravens   | Sean Tucker    | RB  | Buccaneers |
| 7     | Lamar Jackson   | QB  | Ravens   | Saquon Barkley | RB  | Eagles     |
| 8     | Jameis Winston  | QB  | Browns   | Kirk Cousins   | QB  | Falcons    |
| Oct.  | Lamar Jackson   | QB  | Ravens   | Jared Goff     | QB  | Lions      |
| 9     | Garrett Wilson  | WR  | Jets     | Saquon Barkley | RB  | Eagles     |
| 10    | Lamar Jackson   | QB  | Ravens   | Kyler Murray   | QB  | Cardinals  |
| 11    | Bo Nix          | QB  | Broncos  | Taysom Hill    | TE  | Saints     |
| 12    | Tua Tagovailoa  | QB  | Dolphins | Saquon Barkley | RB  | Eagles     |
| 13    | Josh Allen      | QB  | Bills    | Bucky Irving   | RB  | Tampa Bay  |
| Nov.  | Joe Burrow      | QB  | Bengals  | Saquon Barkley | RB  | Eagles     |
| 14    | Ja'Marr Chase   | WR  | Bengals  | Sam Darnold    | QB  | Vikings    |
| 15    | Josh Allen      | QB  | Bills    | Baker Mayfield | QB  | Buccaneers |
| 16    | Jonathan Taylor | RB  | Colts    | Chuba Hubbard  | RB  | Panthers   |
| 17    | Joe Burrow      | QB  | Bengals  | Baker Mayfield | QB  | Buccaneers |
| Déc.  | Joe Burrow      | QB  | Bengals  | Jahmyr Gibbs   | RB  | Lions      |

| S./M. | AFC                | AFC | AFC      | NFC                   | NFC | NFC      |
| ----- | ------------------ | --- | -------- | --------------------- | --- | -------- |
| S./M. | Joueur             | Pl. | Équipe   | Joueur                | Pl. | Équipe   |
| 1     | Gregory Rousseau   | DE  | Bills    | Tyrique Stevenson     | CB  | Bears    |
| 2     | Maxx Crosby        | DE  | Raiders  | Jessie Bates          | S   | Falcons  |
| 3     | Jaylon Jones       | CB  | Colts    | Jonathan Greenard     | OLB | Vikings  |
| 4     | Chris Jones        | DT  | Chiefs   | Troy Andersen         | LB  | Falcons  |
| Sept. | Kyle Van Noy       | LB  | Ravens   | Aidan Hutchinson      | DE  | Lions    |
| 5     | Patrick Surtain II | CB  | Broncos  | Xavier McKinney       | S   | Pakers   |
| 6     | Will Anderson Jr.  | DE  | Texans   | Brian Branch          | S   | Lions    |
| 7     | Cody Barton        | LB  | Broncos  | Cobie Durant          | CB  | Rams     |
| 8     | T. J. Watt         | OLB | Steelers | Edgerrin Cooper       | LB  | Packers  |
| Oct.  | Will Anderson Jr.  | DE  | Texans   | Xavier McKinney       | S   | Packers  |
| 9     | Trey Hendrickson   | DE  | Bengals  | Kamren Kinchens       | S   | Rams     |
| 10    | Taron Johnson      | CB  | Bills    | Zack Baun             | LB  | Eagles   |
| 11    | Terrel Bernard     | LB  | Bills    | Kamren Kinchens       | S   | Rams     |
| 12    | Myles Garrett      | DE  | Browns   | Coby Bryant           | S   | Seahawks |
| 13    | Tarheeb Still      | CB  | Chargers | Leonard Williams      | DE  | Seahawks |
| Nov.  | Patrick Surtain II | CB  | Broncos  | Jonathan Greenard     | OLB | Vikings  |
| 14    | Zach Sieler        | DT  | Dolphins | Yetur Gross-Matos     | DE  | 49ers    |
| 15    | Derek Stingley Jr. | CB  | Texans   | Edgerrin Cooper       | LB  | Packers  |
| 16    | Isaiah Pola-Mao    | SS  | Raiders  | Andrew Van Ginkel     | OLB | Vikings  |
| 17    | Tyrel Dodson       | LB  | Dolphins | C. J. Gardner-Johnson | CB  | Eagles   |
| Déc.  | Derwin James       | S   | Chargers | Leonard Williams      | DE  | Seahawks |

| S./M. | AFC               | AFC | AFC      | NFC                  | NFC | NFC        |
| ----- | ----------------- | --- | -------- | -------------------- | --- | ---------- |
| S./M. | Joueur            | Pl. | Équipe   | Joueur               | Pl. | Équipe     |
| 1     | Chris Boswell     | K   | Steelers | Jake Moody           | K   | 49ers      |
| 2     | Kaʻimi Fairbairn  | K   | Texans   | Austin Seibert       | K   | Commanders |
| 3     | Wil Lutz          | K   | Broncos  | Jack Fox             | P   | Lions      |
| 4     | Nick Folk         | K   | Titans   | Tory Taylor          | P   | Bears      |
| Sept. | Chris Boswell     | K   | Steelers | Brandon Aubrey       | K   | Cowboys    |
| 5     | Ka'imi Fairbairn  | K   | Texans   | Isaiah Simmons       | S   | Giants     |
| 6     | Rigoberto Sanchez | P   | Colts    | Cole Kmet            | TE  | Bears      |
| 7     | Charlie Jones     | WR  | Bengals  | Jake Bates           | K   | Lions      |
| 8     | Calvin Austin III | WR  | Steelers | Kalif Raymond        | WR  | Lions      |
| Oct.  | Chris Boswell     | K   | Steelers | Chad Ryland          | K   | Cardinals  |
| 9     | Tyler Bass        | K   | Bills    | Blake Gillikin       | P   | Cardinals  |
| 10    | Leo Chenal        | LB  | Chiefs   | Jake Bates           | K   | Lions      |
| 11    | Chris Boswell     | K   | Steelers | Karl Brooks          | DT  | Packers    |
| 12    | Wil Lutz          | K   | Broncos  | Kavontae Turpin      | WR  | Cowboys    |
| 13    | Kene Nwangwu      | RB  | Jets     | Braden Mann          | P   | Eagles     |
| Nov.  | Jason Sanders     | K   | Dolphins | Jake Bates           | K   | Lions      |
| 14    | Matthew Wright    | K   | Chiefs   | Bryan Bresee         | DT  | Saints     |
| 15    | Marvin Mims       | WR  | Broncos  | KhaDarel Hodge       | WR  | Falcons    |
| 16    | Jason Sanders     | K   | Dolphins | Brandon Aubrey       | K   | Cowboys    |
| 17    | Cameron Dicker    | K   | Chargers | Ihmir Smith-Marsette | WR  | Giants     |
| Déc.  | Jason Sanders     | K   | Dolphinq | Joshua Karty         | K   | Rams       |

| Sem. |                | FedEx Air & Ground | FedEx Air & Ground | FedEx Air & Ground | FedEx Air & Ground | FedEx Air & Ground | FedEx Air & Ground | FedEx Air & Ground |            | Rookie (par Pepsie) | Rookie (par Pepsie) | Rookie (par Pepsie) |
| Sem. | Joueur         | Poste              | Équipe             |                    | Joueur             | Poste              | Équipe             | Joueur             | Poste      | Équipe              |                     |                     |
| 1    | Baker Mayfield | QB                 | Buccaneers         | Joe Mixon          | RB                 | Texans             | Jayden Daniels     | QB                 | Commanders |                     |                     |                     |
| 2    | Kyler Murray   | QB                 | Cardinals          | Alvin Kamara       | RB                 | Saints             | Braelon Allen      | RB                 | Jets       |                     |                     |                     |
| 3    | Andy Dalton    | QB                 | Panthers           | Jauan Jennings     | WR                 | 49ers              | Jayden Daniels     | QB                 | Commanders |                     |                     |                     |
| 4    | Jayden Daniels | QB                 | Commanders         | Derrick Henry      | RB                 | Ravens             | Jayden Daniels     | QB                 | Commanders |                     |                     |                     |
| 5    | Joe Burrow     | QB                 | Bengals            | Ja'Marr Chase      | WR                 | Bengals            | Jayden Daniels     | QB                 | Commanders |                     |                     |                     |
| 6    | Jordan Love    | QB                 | Packers            | Caleb Williams     | QB                 | Bears              | Jayden Daniels     | QB                 | Commanders |                     |                     |                     |
| 7    | Jared Goff     | QB                 | Lions              | Jahmyr Gibbs       | RB                 | Lions              | Keon Coleman       | WR                 | Bills      |                     |                     |                     |
| 8    | Jayden Daniels | QB                 | Commanders         | Jahmyr Gibbs       | RB                 | Lions              | Jayden Daniels     | QB                 | Commanders |                     |                     |                     |
| 9    | Joe Burrow     | QB                 | Bengals            | Saquon Barkley     | RB                 | Eagles             | Jayden Daniels     | QB                 | Commanders |                     |                     |                     |
| 10   | Joe Burrow     | QB                 | Bengals            | Ja'Marr Chase      | RB                 | Bengals            | Bo Nix             | QB                 | Broncos    |                     |                     |                     |
| 11   | Bo Nix         | QB                 | Broncos            | Taysom Hill        | TE                 | Saints             | Bo Nix             | QB                 | Broncos    |                     |                     |                     |
| 12   | Tua Tagovailoa | QB                 | Dolphins           | Saquon Barkley     | RB                 | Eagles             | Bo Nix             | QB                 | Broncos    |                     |                     |                     |
| 13   | Russell Wilson | QB                 | Steelers           | Josh Allen         | QB                 | Bills              | Jayden Daniels     | QB                 | Commanders |                     |                     |                     |
| 14   | Josh Allen     | QB                 | Bills              | Zach Charbonnet    | RB                 | Seahawks           | Tyrice Knight      | LB                 | Seahawks   |                     |                     |                     |
| 15   | Josh Allen     | QB                 | Bills              | Mike Evans         | WR                 | Buccaneers         | Jayden Daniels     | QB                 | Commanders |                     |                     |                     |
| 16   | Jayden Daniels | QB                 | Commanders         | Jonathan Taylor    | RB                 | Colts              | Jayden Daniels     | QB                 | Commanders |                     |                     |                     |
| 17   | Joe Burrow     | QB                 | Bengals            | Tee Higgins        | WR                 | Bengals            | Jayden Daniels     | QB                 | Commanders |                     |                     |                     |
| 18   | Bo Nix         | QB                 | Broncos            | Jahmyr Gibbs       | RB                 | Lions              | Mike Sainristil    | CB                 | Commanders |                     |                     |                     |

| Joueur   | Poste            | Équipe | Joueur     | Poste             | Équipe |          |
| Sept.    | Jayden Daniels   | QB     | Commanders | Jared Verse       | OLB    | Rams     |
| Oct.     | Bo Nix           | QB     | Broncos    | Beanie Bishop Jr. | CB     | Steelers |
| Nov.     | Brock Bowers     | TE     | Raiders    | Braden Fiske      | OT     | Rams     |
| Déc/Jan. | Brian Thomas Jr. | WR     | Jaguars    | Edgerrin Cooper   | LB     | Packers  |